# Hans Waitz

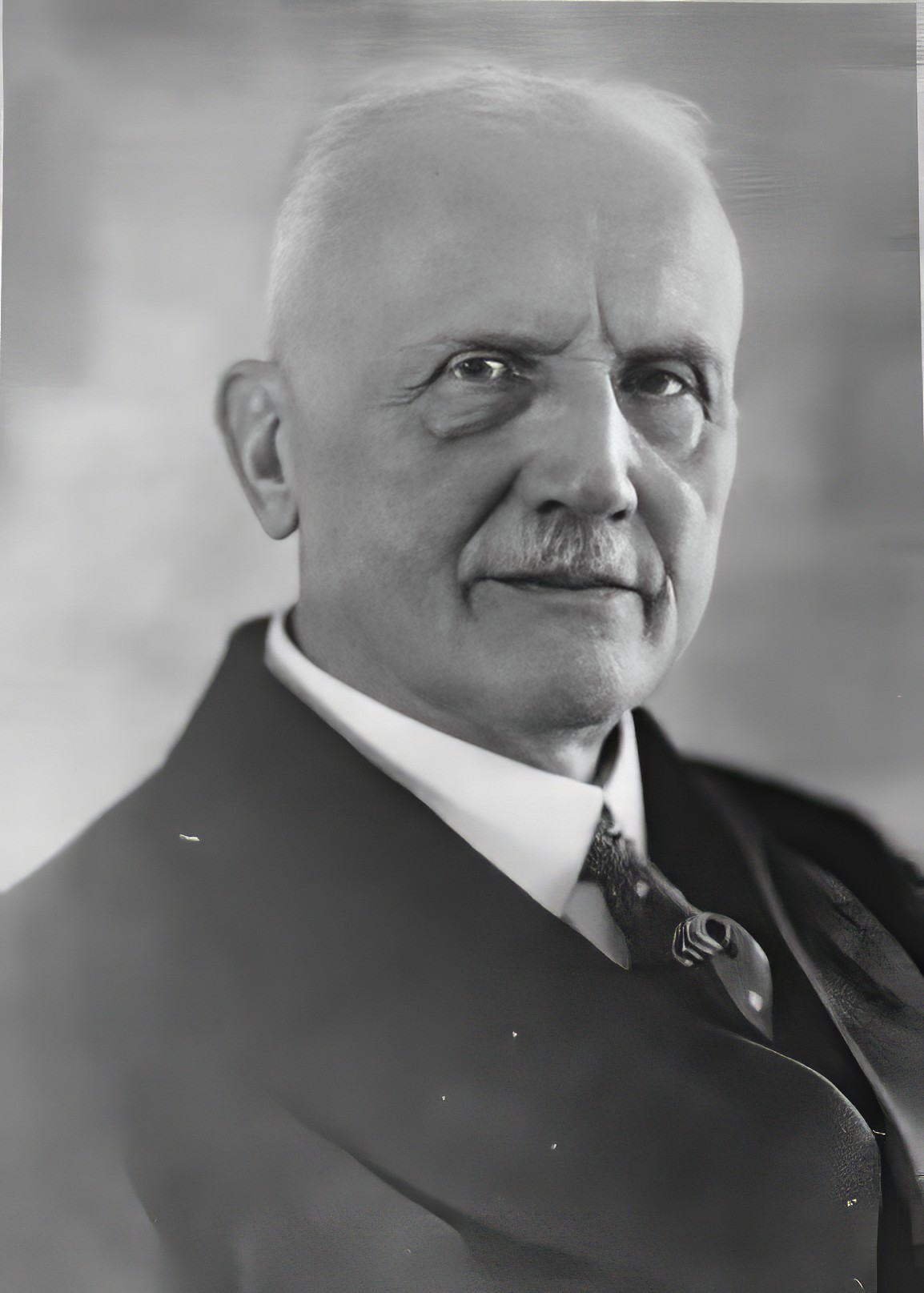
Hans Waitz

Hans Waitz, eigtl. Johannes Waitz, (* 2. Juli 1864 in Darmstadt; † 2. Mai 1942 ebenda) war ein deutscher evangelischer Theologe und Kirchenhistoriker.

## Leben
Waitz wurde als Sohn eines Verlagsbuchhändlers geboren und studierte Theologie in Gießen und Leipzig. Er gehörte dem Gießener, Leipziger und Darmstädter Wingolf an.
Nach dem Studium arbeitete er einige Zeit als Religionslehrer am Realgymnasium in Darmstadt. Er wirkte als evangelischer Pfarrer in Darmstadt und war Landeskirchenrat im Volksstaat Hessen. Er wurde Mitglied der Landes-Synode und war Landeskirchenrat.
Die theologische Fakultät der Universität Gießen verlieh ihm für seine Verdienste die Doktorwürde der Theologie.

## Werke
- Das Johannesevangelium, Darmstadt, 1887
- Das Pseudotertullianische Gedicht Adversus Marcionem, 1901
- Judenchristliche Evangelien, in Edgar Hennecke [Hrsg.]: Neutestamentliche Apokryphen, 1904
- Die Pseudoklementinen, Homilien und Rekognitionen. Eine quellenkritische Untersuchung. Texte und Untersuchungen zur Geschichte der altchristlichen Literatur, Band 25. 1904
- Geschichte des Wingolfsbundes, Darmstadt 1904
- Das Evangelium der zwölf Apostel, in:  Zeitschrift für die Neutestamentliche Wissenschaft und die Kunde der Älteren Kirche, 1912: S. 338–348.
- Geschichte der Wingolfsverbindungen, Darmstadt 1914